# Riccardo Martin

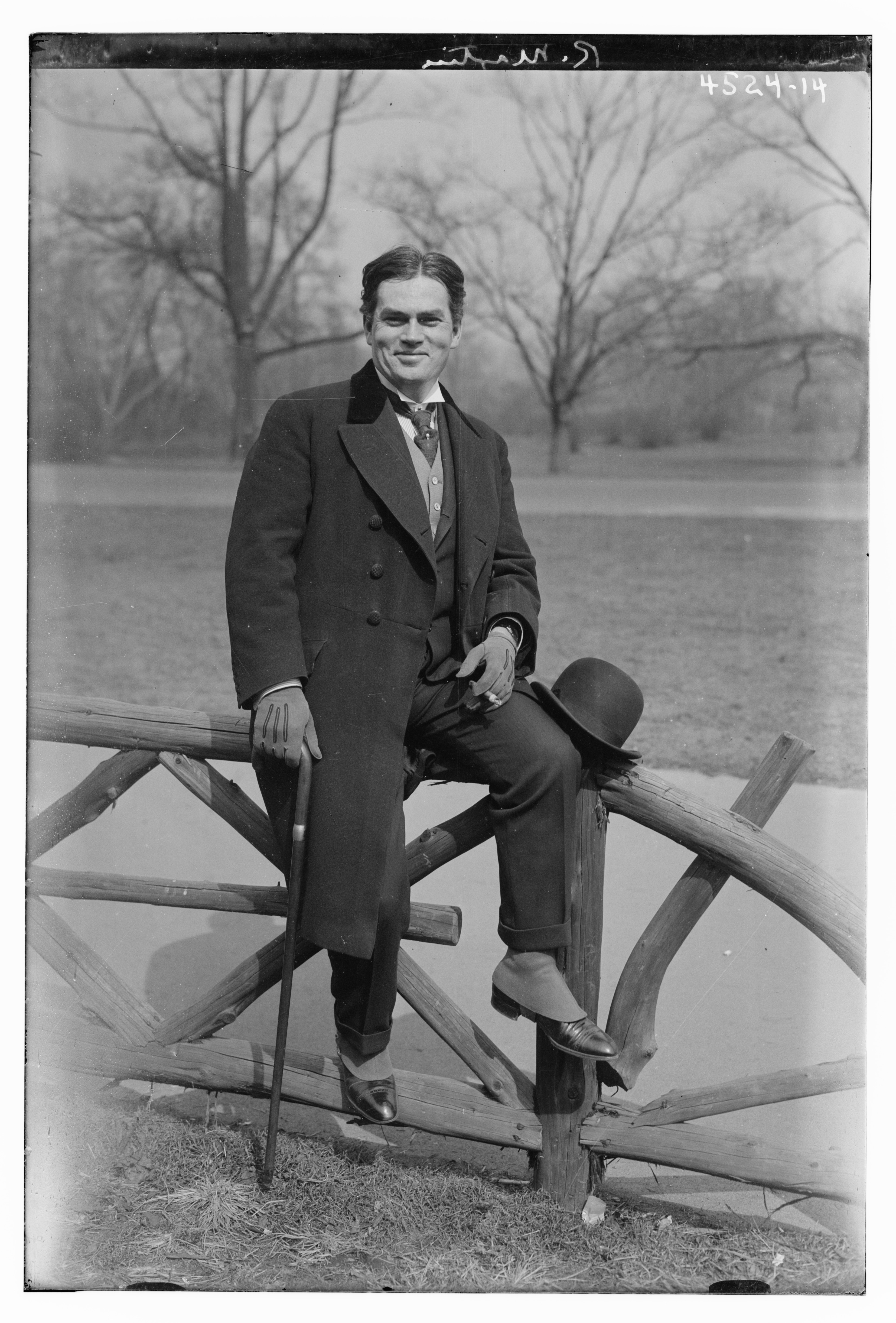
Riccardo Martin (etwa 1915)

Riccardo Martin (geboren als Hugh Whitfield Martin; * 18. November 1874 in Hopkinsville, Kentucky; † 11. August 1952 in New York) war ein US-amerikanischer Tenor.

## Leben und Wirken
Hugh Whitfield Martin studierte Komposition an der Columbia University bei Edward MacDowell. Während des Studiums wurde sein Gesangstalent entdeckt, und er studierte zusätzlich Gesang. 1901 erhielt er vom Industriellen Henry Flagler ein Stipendium, um sein Gesangsstudium in Paris bei Giovanni Sbriglia, Jean de Reszke und Léon Escalaïs fortzusetzen. Martin schloss danach sein Studium bei Vincenzo Lombardi in Florenz und Beniamino Carelli in Neapel ab.
1904 debütierte er als Faust in Nantes in Arrigo Boitos Mefistofele. Zwei Jahre später gab er sein amerikanisches Debüt in New Orleans und sang mit der auf Tournee befindlichen San Carlo Opera Company. Martin sang am 20. November 1907 den Faust in Mefistofele auch in der Metropolitan Opera. Die Aufführung war zugleich das amerikanische Debüt von Fjodor Iwanowitsch Schaljapin.
Martin blieb während der Saison 1914/1915 an der Met und trat in zahlreichen Tenor-Hauptrollen auf. Er gehörte zu den ersten in Amerika geborenen Männern, die das Unternehmen in Hauptrollen beschäftigte. Er kehrte für die Saison 1917/1918 zurück. Während seiner Tätigkeit an der Met sang er die Tenor-Hauptrollen in drei amerikanischen Opern: Walter Damroschs Cyrano, Horatio Parkers Mona und Frederick Shepherd Converses The Pipe of Desire. Nachdem er die Met verlassen hatte, trat er an zahlreichen Opernhäusern in ganz Amerika und Europa auf und verbrachte drei Spielzeiten an der Chicago Civic Opera.
Martin starb im 77. Altersjahr.

## Privates
Aus Zeitungsberichten und wichtigen Aufzeichnungen ist bekannt, dass Martin mindestens dreimal verheiratet war. Er heiratete zum ersten Mal 1899 Elfrida Hildegarde Klamroth, eine Opernsängerin, die unter dem Künstlernamen Ruano Bogislav bekannt war. Sie hatten ein Kind, Beth Martin, die privat und beruflich als Bijie Martin bekannt war. Das Ehepaar wurde vor 1920 geschieden, hauptsächlich aufgrund von Karrieredifferenzen. Martins 1923 geschlossene Ehe mit der aufstrebenden Schauspielerin Jane Gray endete ebenfalls mit einer Scheidung. Seine letzte bekannte Ehe ging er 1932 mit Allis Beaumont ein, die als Allis Beaumont Reid aus dem Dokumentarfilm Must Read After My Death (2007) berühmt wurde.